# 拉基普尔
拉基普尔（Lakhipur），是印度阿萨姆邦Cachar县的一个城镇。总人口9708（2001年）。

## 人口
该地2001年总人口9708人，其中男性4976人，女性4732人；0—6岁人口1052人，其中男542人，女510人；识字率78.29%，其中男性为84.26%，女性为72.00%。